# Centro histórico de Tlaxco
El centro histórico de Tlaxco es la zona de monumentos históricos de la ciudad de Tlaxco en el estado mexicano de Tlaxcala declarado por el Instituto Nacional de Antropología e Historia (INAH).
En esta área se encuentran edificaciones de estilo colonial abarcando una área de 0.57 kilómetros cuadrados formada por dieciocho manzanas que comprenden aproximadamente 109 edificios construidos entre los siglos XVI al XIX de los cuales algunos fueron destinados al culto religioso entre los que se encuentran el Templo de Agustín Obispo, Capilla del Calvario y el Santuario de Lourdes, también se incluyen inmuebles educativos y asistenciales como el Palacio Municipal o el Colegio de Bachilleres.
La zona de monumentos históricos de Tlaxco fue decretada y aprobada por el expresidente Miguel de la Madrid el 11 de marzo de 1986 y puesta en vigor de acuerdo a su publicación en el Diario Oficial de la Federación el 9 de abril de 1986.

## Monumentos históricos

### Declaratoria
- Que la población de Tlaxco de Morelos fue un asentamiento indígena que preexistía a la conquista española y que su nombre viene del náhuatl y significa "Lugar de Pelota".
- Que en 1585 debido a la gran concentración de la población, tuvo que ser atendida en el aspecto religioso por frailes del convento de Attamgatepec.
- Que en 1800 la ruta comercial de San Pablo Apetatitlán pasaba por esta población.
- Que las fuerzas insurgentes en 1812 atacaron la población para desalojar al Brigadier español Manuel de la Concha.
- Que cuando se restableció la constitución de Cádiz en 1820, quedó la provincia de Tlaxcala dividida en 7 partidos entre los que se encontraba la población de Tlaxco.
- Que el 20 de marzo de 1849 se envía una carta protestando ante el Congreso, contra la agresión de su territorio al estado de Puebla.
- Que el Congreso del estado de Tlaxcala se instaló en la población, nombrándola capital en 1858 y gobernador interino al Lic. José Manuel Saldaña.
- Que el 31 de mayo de 1858 el general Antonio Carbajal atacó la población para desalojar a las tropas conservadoras comandadas por los generales Islas, Fonchi y Astiri.
- Que en 1865 la población fue uno de los 4 distritos que conformaron al estado de Tlaxcala.
- Que durante la intervención francesa y el Imperio de Maximiliano en 1866 se formaron en la población milicias para combatir el enemigo a las órdenes del general Rodríguez Bocardo.
- Que en 1876 partieron de la población las tropas del general Porfirio Díaz para librar la batalla de Tecoac, por lo cual se le dio el nombre de Villa de la Regeneración.
- Que el 28 de enero de 1894 el general Porfirio Díaz inauguró el Palacio Municipal de la población, en esa época llamada Villa Regeneración.
- Que la ruta del ferrocarril agrícola Apizaco-Tlaxco se inauguró el 2 de julio de 1902 por el gobernador Próspero Cahuantzi.
- Que en 1906 la población pasó a ser Distrito Político.
- Que en esta población nació el general Adolfo Bonilla, el cual peleó bajo las órdenes de Emiliano Zapata y Francisco Villa, además fue gobernador constitucional del Estado de Tlaxcala de 1933 a 1937.
- Que el 22 de agosto de 1939 se le concedió el título de ciudad con el nombre de Tlaxco de Morelos.
- Que las características formales de la edificación de la Ciudad, relación de espacios, estructura urbana conformada por los barrios y su entorno natural, tal y como hoy se conservan, son elocuente testimonio de excepcional valor para la historia social, política y del arte en México.
- Que es indispensable, dentro de los programas de desarrollo de los asentamientos humanos, la protección, conservación y restauración de las expresiones urbanas y arquitectónicas relevantes que forman parte de nuestro patrimonio cultural.

### Arquitectura colonial
La siguiente es una lista de las construcciones que constituyen el centro histórico de Tlaxco:
- Templo de Agustín Obispo
- Capilla del Santo Calvario
- Templo de Lourdes
- Palacio Municipal
- Colegio de Bachilleres
- Estación de ferrocarril Sanz
- Centro cultural
- Plaza central
- Mercado de artesanías

Arquitectura colonial de Tlaxco
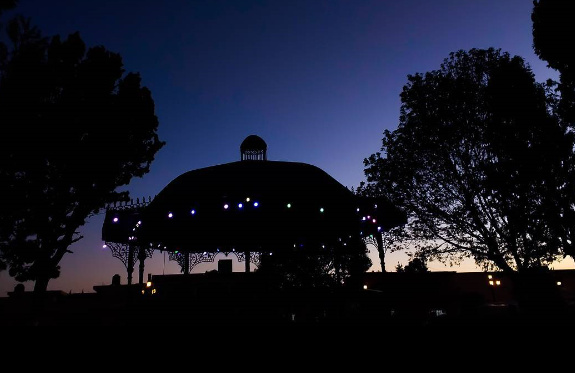
Quiosco de la plaza central
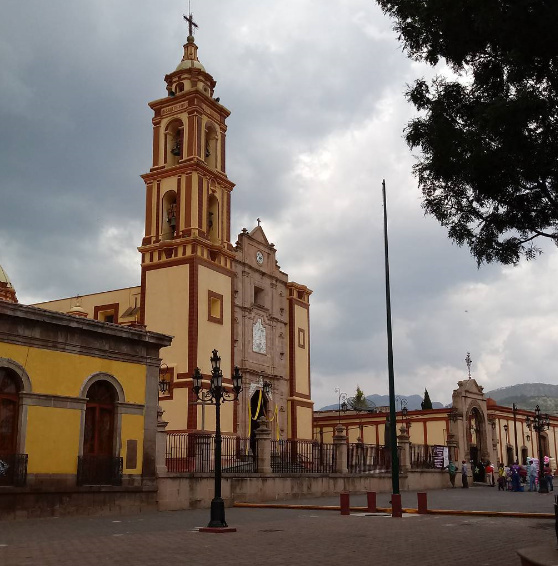
Parroquia de San Agustín
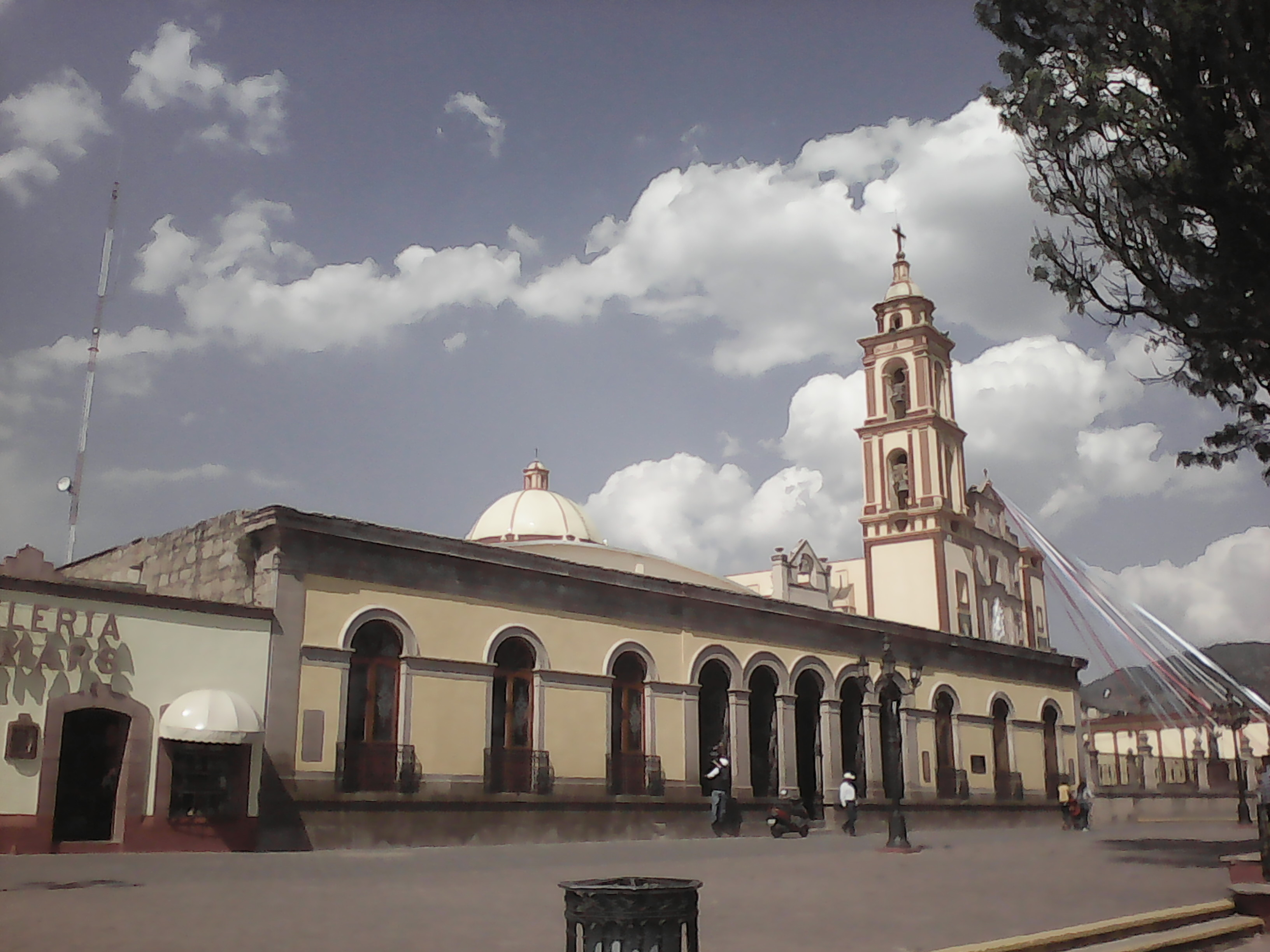
Palacio municipal
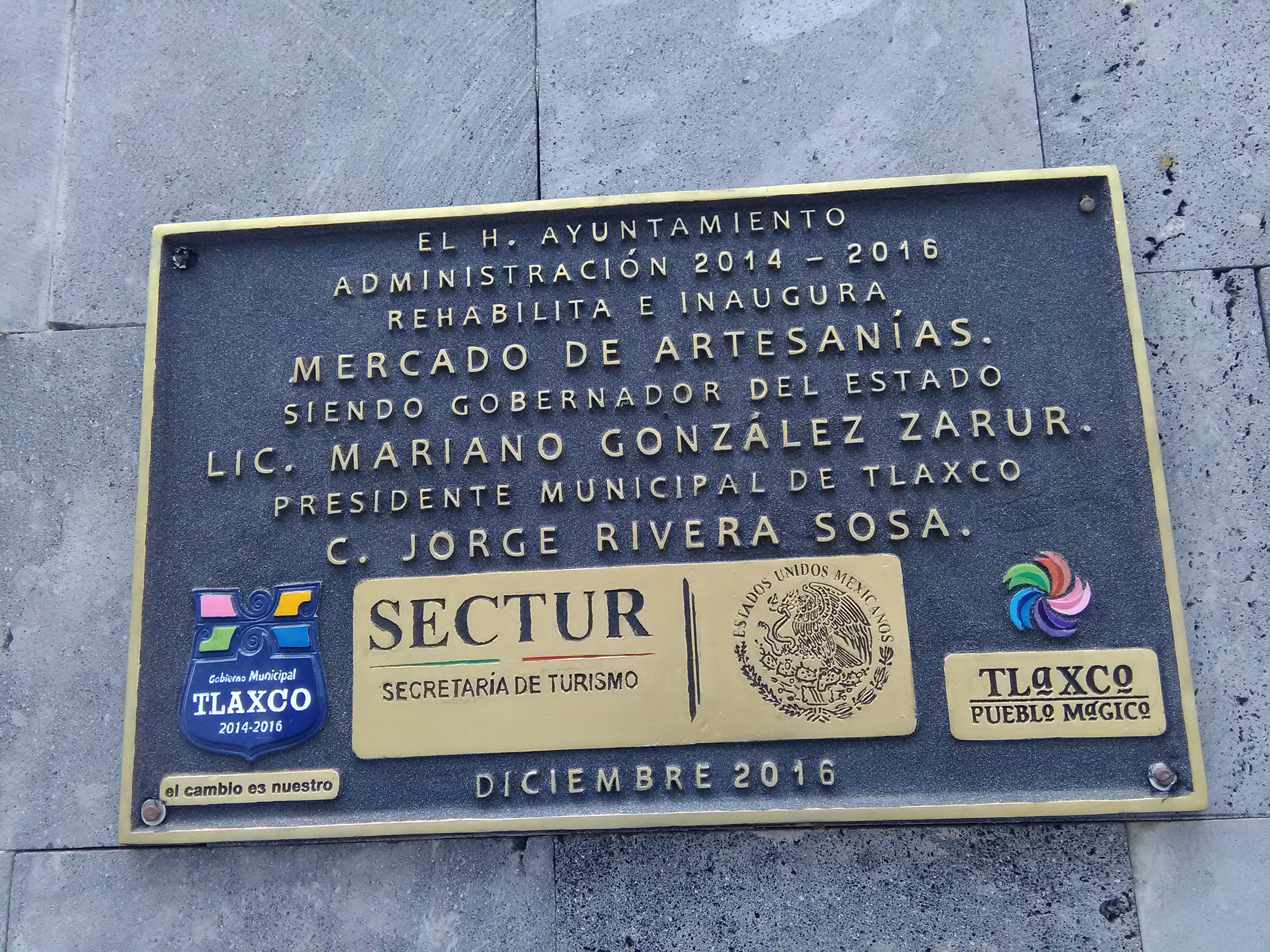
Placa del Mercado de artesanías
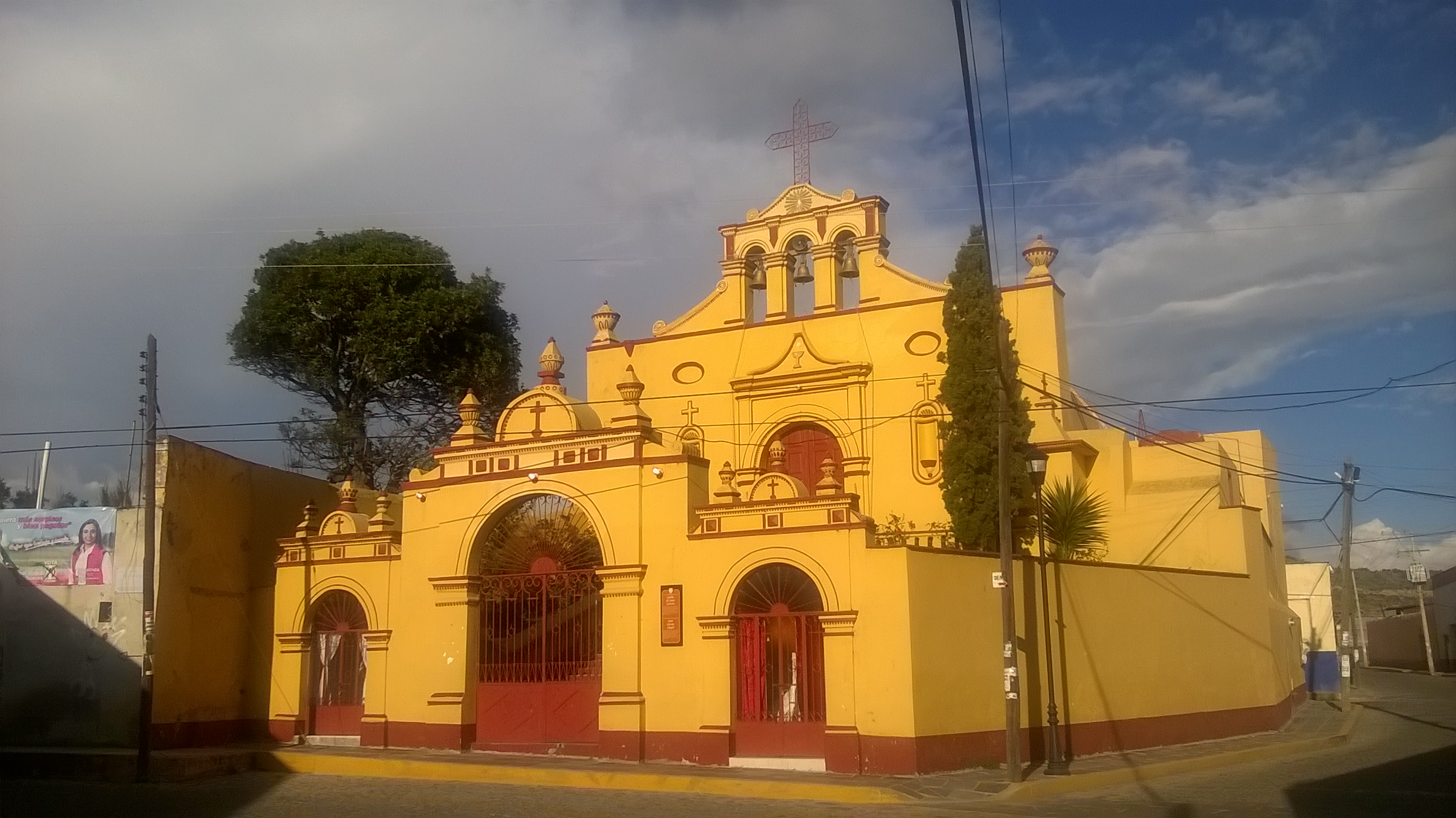
Capilla del Calvario
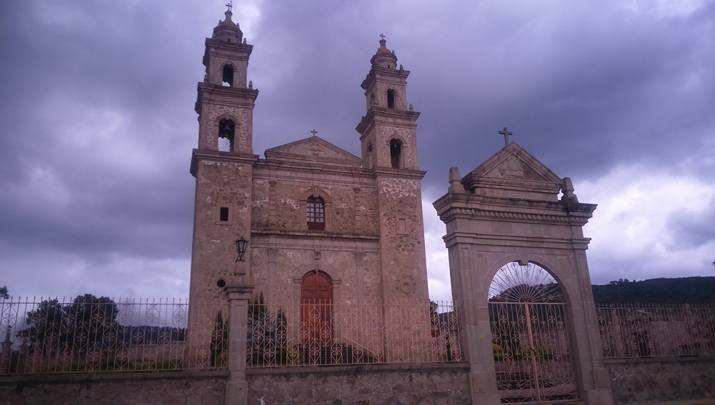
Capilla de Nuestra Señora de Lourdes